# Megaselia furcipriva
Megaselia furcipriva är en tvåvingeart som beskrevs av Borgmeier 1963. Megaselia furcipriva ingår i släktet Megaselia och familjen puckelflugor. Inga underarter finns listade i Catalogue of Life.